# Frank Farrar
Frank Leroy Farrar, född 2 april 1929 i Britton, South Dakota, död 31 oktober 2021 i Rochester, Minnesota, var en amerikansk republikansk politiker. Han var den 24:e guvernören i delstaten South Dakota 1969–1971.
Farrar studerade juridik vid University of South Dakota och deltog i Koreakriget. Han gifte sig med Patricia Henley den 5 juni 1953 i Fort Benning, Georgia, där han var stationerad i den amerikanska armén. Frank och Patricia Farrar uppfostrade fem barn, Jeanne, Sally, Robert, Mary och Anne.
Han var först domare och sedan åklagare i Marshall County. Han var delstatens justitieminister (South Dakota Attorney General) 1963–1969. Han kandiderade till omval efter en mandatperiod som guvernör men förlorade mot demokraten Richard F. Kneip.
Farrar diagnosticerades 1992 med lymfom. Han blev känd på äldre dagar för sin stora passion i livet som var triathlon. Han slutförde sin första Ironman 65 år gammal.
Farrar var presbyterian och frimurare.